# Eduíno Rocha
Eduíno Rocha (Matriz, Horta, 16 de Outubro de 1866 — Ribeira Grande, 10 de Setembro de 1910) foi médico cirurgião e empresário, que se distinguiu no processo de introdução da electricidade na ilha do Faial.

## Biografia
Nasceu na Horta, filho de Justino Augusto Ferreira Rocha e de Maria Augusta da Silveira. Foi um médico tido em elevada conta pelos seus concidadãos visto as suas aptidões de clínico e cirurgião. Iniciou os seus estudos no Liceu da Horta, liceu este que com o fim da Monarquia e em homenagem ao Dr. Manuel José de Arriaga Brum da Silveira, 1º Presidente da República Portuguesa, passou a ser denominada Escola Secundária Manuel de Arriaga, onde procedeu à sua matrícula em 1878. Fez parte dos seus estudos do preparatório na cidade do Porto, tendo o curso de medicina sido efectuado na Escola Médico-Cirúrgica de Lisboa e finalizado em 1893. Foi contemporâneo de um distinto grupo que incluía os Drs. Aníbal Bettencourt, Luís da Câmara Pestana, Custódio Cabeça, Belo de Morais entre outras importantes figuras do Portugal de então.
Deu início à sua profissão como externo no Hospital de São José (Lisboa), onde iniciou funções em 1891 e ficou até 1892, tendo em 1893 passado a interno. Corria o ano de 1894 foi nomeado médico municipal do concelho da Ribeira Grande, clínico do hospital local e Delegado de Saúde daquele concelho, já em 1902. Deixou obra de referência na infra-estrutura hospitalar da Ribeira Grande. Como benemérito dava consultas gratuitamente aos membros mais desfavorecidos do concelho.
Foi fundador e grande impulsionador da Caixa Económica da Ribeira Grande, instituição onde foi 1.º Presidente da Direcção, cargo que exerceu até à data da sua morte. Na cidade da Horta, ilha do Faial, foi co-fundador, incentivador e importante accionista da Empresa de Iluminação Eléctrica da Horta.
Na sua propriedade “Vila Rocha”, localizada na Fajã da Praia do Norte, freguesia da Praia do Norte, ilha do Faial, introduziu a cultura do chá e chegou, juntamente com seu cunhado, João Pereira Gabriel, numa estufa, que aí construíram, a experimentar o cultivo do ananás naquela ilha.
Deixou impresso o trabalho: Sobre um Caso de Artrite Obliterante Progressiva, impresso na Typ. da Companhia Nacional, Editado em Lisboa em 1893.
A sua morte, prematura, aos quarenta e quatro anos foi sentida no concelho onde trabalhava, tendo na altura a Câmara Municipal da Ribeira Grande, a título de homenagem, atribuído o seu nome a uma rua central da sede do concelho.
Nascido na ilha do Faial, cidade da Horta e falecido na então vila da Ribeira Grande ilha de São Miguel, não se encontra no entanto sepultado na ilha de São Miguel dado o seu corpo ter sido trasladado para a ilha do Faial onde se encontra em jazigo de família.